# Apocyn chanvrin
Apocynum cannabinum
Espèce
L'Apocyn chanvrin (Apocynum cannabinum) est une espèce de plantes dicotylédones de la famille des Apocynaceae, de la sous-famille des Apocynoideae, originaire d'Amérique du Nord.
C'est une plante herbacée, vivace, à port dressé, qui produit un latex laiteux. La plante contient divers composés chimiques, entre autres l'apocynine, l'apocynamarine, la cymarine et la rosine.
L'espèce est une mauvaise herbe qui infeste les cultures, notamment le maïs (Zea mays), le soja (Glycine max), le blé (Triticum aestivum), le sorgho (Sorghum bicolor) et les plantes fourragères. La présence de glucosides cardiaques dans la sève est un risque d'intoxication pour le bétail.
Le chanvre indien est récolté traditionnellement par les tribus amérindiennes pour ses fibres. Ses tiges fournissent des fibres libériennes (du liber), à la fois solides et soyeuses, qui sont transformées en ficelles, cordes, paniers, filets, vêtements, etc.
La plante est toxique mais ses graines sont comestibles. Elle était utilisée par les Amérindiens en médecine traditionnelle pour soigner diverses affections.

## Étymologie

### Nom spécifique
Son nom spécifique crée un rapprochement avec le Chanvre cultivé (Cannabis sativa sous-espèce sativa), non pas pour des propriétés psychotropes qui sont celles du Chanvre indien (Cannabis sativa sous-espèce indica), mais pour l'usage fait de leurs écorces fibreuses (plus précisément des fibres de leur liber).

## Description
Apocynum cannabinum est une plante herbacée vivace pouvant atteidre jusqu'à 2 m de haut. La tige est  souvent rougeâtre. Les feuilles sont opposées, simples, lancéolées. Les feuilles et les tiges exudent une sève laiteuse à la cassure. Les fleurs sont blanches avec une corolle tubulaire.

## Taxinomie

### Synonymes
Selon The Plant List (17 août 2019) :
- Apocynum album Greene
- Apocynum bebbianum Greene
- Apocynum canadense Shecut
- Apocynum cannabinum var. angustifolium (Woot.) N. Holmgren[7]
- Apocynum cannabinum var. glaberrimum A. DC.[7]
- Apocynum cannabinum var. greeneanum (Bég. & Bel.) Woods.[7]
- Apocynum cannabinum var. hypericifolium Gray[7]
- Apocynum cannabinum var. nemorale (G.S. Mill.) Fern.[7]
- Apocynum densiflorum Greene
- Apocynum estellinum Greene
- Apocynum farwellii Greene
- Apocynum greeneanum Bég. & Beloserky
- Apocynum hypericifolium Ait.[7]
- Apocynum hypericifolium Aiton
- Apocynum isophyllum Greene
- Apocynum laurinum Greene
- Apocynum macounii Greene ex Bég. & Belosersky
- Apocynum nemorale G.S.Mill.
- Apocynum oblongum Greene
- Apocynum palustre Greene
- Apocynum pubescens Mitchell ex R. Br.[7]
- Apocynum salignum Greene
- Apocynum sibiricum var. cordigerum (Greene) Fern.[7]
- Apocynum sibiricum var. farwellii (Greene) Fern.[7]
- Apocynum suksdorfii var. angustifolium (Woot.) Woods.[7]
- Apocynum thermale Greene
- Apocynum venetum A.DC.
- Cynopaema cannabinum (L.) Lunell
- Cynopaema hypericifolium (Aiton) Lunell
- Forsteronia pavonii A.DC.

### Liste des sous-espèces et variétés
Selon Tropicos (17 août 2019) (Attention liste brute contenant possiblement des synonymes) :
- sous-espèces :
  - Apocynum cannabinum subsp. cannabinum
  - Apocynum cannabinum subsp. cordigerum (Greene) Á. Löve & D. Löve
- variétés :
  - Apocynum cannabinum var. album (Greene) Bég. & Beloserky
  - Apocynum cannabinum var. angustifolium (Wooton) N.H. Holmgren
  - Apocynum cannabinum var. bolandri (Greene) Bég. & Beloserky
  - Apocynum cannabinum var. cannabinum
  - Apocynum cannabinum var. estillinum (Greene) Bég. & Beloserky
  - Apocynum cannabinum var. floribundum (Greene) Jeps.
  - Apocynum cannabinum var. glaberrimum A. DC.
  - Apocynum cannabinum var. greeneanum (Bég. & Beloserky) Woodson
  - Apocynum cannabinum var. hypericifolium (Aiton) A. Gray
  - Apocynum cannabinum var. incanum Bég. & Beloserky
  - Apocynum cannabinum var. isophyllum (Greene) Bég. & Beloserky
  - Apocynum cannabinum var. lanceolatum Durand & Hilg.
  - Apocynum cannabinum var. lividum (Greene) A. Nelson
  - Apocynum cannabinum var. nemorale (G.S. Mill.) Fernald
  - Apocynum cannabinum var. oliganthum (Greene) Bég. & Beloserky
  - Apocynum cannabinum var. palustre (Greene) Bég. & Beloserky
  - Apocynum cannabinum var. puberulum Bég. & Beloserky
  - Apocynum cannabinum var. pubescens (R. Br.) A. DC.
  - Apocynum cannabinum var. suksdorfii Bég. & Beloserky

## Toxicité
Toutes les parties de la plante sont toxiques et peuvent provoquer un arrêt cardiaque en cas d’ingestion.

## Utilisation

### Médicinal
Apocynum est utilisé en phytothérapie pour traiter la syphilis, les rhumatismes, les vers intestinaux, la fièvre, l’asthme, et la dysenterie . Bien que les toxines de la plante peuvent causer des nausées, elle a également été utilisée pour ralentir le pouls.

## Distribution et habitat

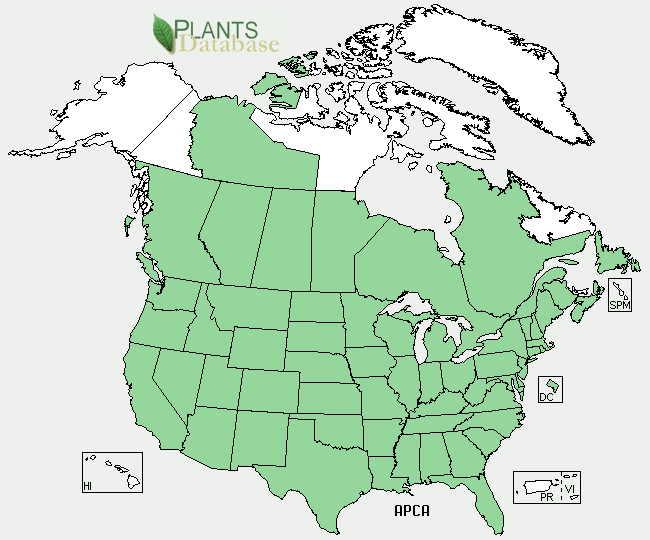
Aire de répartition dApocynum cannabinum.

L'aire de répartition originelle d'Apocynum cannabinum s'étend en Amérique du Nord sur la quasi-totalité du territoire des États-Unis (à l'exclusion notamment de l'Alaska) et du Canada (sauf Terre-Neuve-et-Labrador et Nunavut).
L'espèce a été introduite dans certaines régions du monde, comme l'Ukraine et la Corée.
Cette espèce pousse dans les zones boisées ouvertes, les fossés et à flanc de coteaux. Elle préfère les sols de gravier ou de sable, principalement près des ruisseaux dans des endroits ombragés ou humides.